# Бінтімані
Бінтімані (англ. Bintumani) (відома також як Loma Mansa), гора у Сьєрра-Леоне, найвища точка країни. Висота над рівнем моря становить 1945 м.
Розташована у Північний провінції Сьєрра-Леоне, у горах Лома. Її схили вкриті тропічними лісами, у яких проживає безліч тварин, серед яких карликовий бегемот, тупорилий крокодил, сова-рибоїд чорнодзьоба і багато приматів.